# سیارک ۴۸۸۰۱
سیارک ۴۸۸۰۱ (به انگلیسی: 48801 Penninger، نامگذاری:1997UC1) چهل و هشت هزار و هشتصد و یکمین سیارک کشف شده‌است که در ۲۲ اکتبر ۱۹۹۷ کشف شد.